# 尚龙江
尚龙江（1960年10月—2024年8月21日），山东滨州人，汉族，中国共产党党员。中华人民共和国政治人物。
曾任中共阳信县委书记、滨州市副市长、中共淄博市委常委、政法委书记、秘书长，2019年任山东省淄博市人大常委会主任、党组书记。